# Горький (издание)
«Горький» — российское сетевое издание, пишущее о книгах. Основатель — публицист Борис Куприянов. Главный редактор — журналист Нина Назарова.
Сайт публикует материалы о книжной литературе — российской и зарубежной, художественной и научно-популярной, новой и проверенной временем. На портале представлены книжные новости, репортажи и обзоры, рецензии и эссе, интервью. Критики, опубликованные на сайте: Андрей Аствацатуров, Дмитрий Бавильский, Евгений Бунимович, Данила Давыдов, Антон Долин, Всеволод Емелин, Максим Кронгауз, Майя Кучерская, Олег Лекманов, Герман Лукомников, Михаил Эдельштейн, Анна Наринская, Андрей Немзер, Валерия Пустовая, Ирина Сурат и другие.
В 2019 году на базе платформы портала «Горький» (gorky.media) был возобновлён литературный интернет-проект «Журнальный зал», ранее прекративший своё существование. Руководитель редакции «Журнального зала» Сергей Костырко сообщил: «Как принято в таких случаях писать: Мы открылись! Наконец-то! В полной мере мы разделяли нетерпение тех, кто последние три месяца регулярно вопрошал в сети: „Ну когда же?!!“. С этим же вопросом последние три месяца жили и мы». В этом же году проект перезапуска «Журнального зала» на базе платформы сайта «Горький» (gorky.media) на 32-й Московской международной книжной выставке-ярмарке был удостоен премии «Книга года» в номинации «Электронное издание».
При участии сайта «Горький» были реализованы и другие проекты[какие?].
«Структура сайта включает в себя четыре раздела: „Рецензии“, „Фрагменты“, „Контекст“, „Книжная полка“… Раздел „Рецензии“ содержит рецензии на книги, <…> обзоры книжных новинок, <…> коллективные рецензии. Раздел „Фрагменты“ содержит фрагменты новых книг, <…> сопровождающиеся примечанием. Раздел „Контекст“ содержит аналитические материалы. <…> Как видим, структура сайта „Горький“ ничем принципиально не отличается от других сетевых изданий (postnauka.ru, arzamas.academy, colta.ru). Есть некий контент и некая оболочка для сортировки и поиска нужных публикаций. <…> Мы же отметим, что форма новых электронных медиа по сути своей трансмедиальна. Такое предположение позволяет увидеть в сайте „Горький“ возможный потенциал его дальнейшего развития. Например, расширение тематики ресурса.» 
В начале апреля 2025 г. редакция «Горького» столкнулась с неожиданным техническим сбоем, в результате которого сайт был недоступен в течение месяца. После восстановления работы сайта ведутся работы по восстановлению архива материалов. 

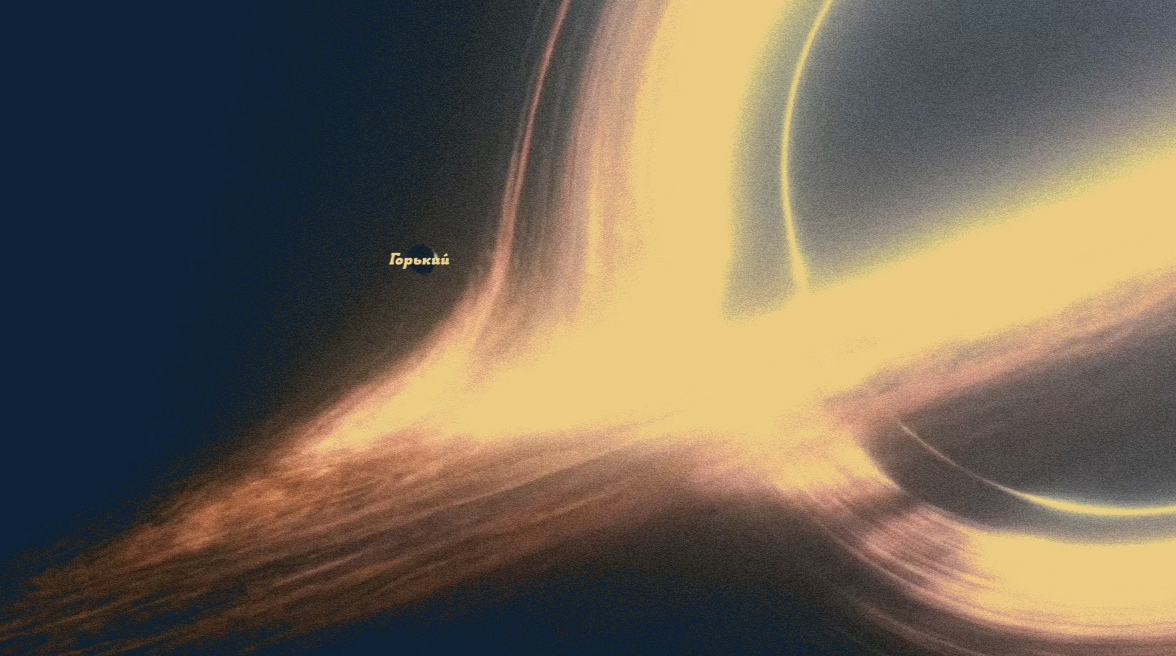
Картинка, символизирующая технический сбой, которая открывалась пока сайт был недоступен

## Отзывы
В научной работе, посвящённой сайту «Горький», доктор филологических наук, профессор кафедры журналистики и массовых коммуникаций факультета журналистики Челябинского государственного университета Ирина Удлер пишет, что «выбор современных книг и произведений прошлых эпох на сайте „Горький“, как и в журналах, определяется их актуальностью. Книги анализируются в историческом и современном контексте, интересном читателю. <…> Качественный уровень литературно-критических текстов на сайте обеспечивается гуманитарным образованием, эрудицией, талантливостью авторов, выпускников филологических факультетов, факультетов журналистики МГУ им. М. В. Ломоносова, РГГУ и других лучших университетов страны». Литературовед Галина Юзефович дополняет, что на сайте «объективно много информации о книгах — пожалуй, больше, чем где бы то ни было, и явно будет ещё больше. То, что это не авторский проект, а коллективный, делает выбор обозреваемых книг неожиданным и репрезентативным — от детектива до философии и от „тяжёлого“ гуманитарного нон-фикшн до фэнтези».

## Исследование
В 2024 г. было проведено компьютерное исследование сетевого издания «Горький»: методами машинной обработки естественного языка (NLP) были проанализированы более 4 тыс. текстов опубликованных в «Горьком» в разделах «Рецензии» и «Контекст» с 2016 по 2023 г. включительно. Целью исследования было выявление структуры и закономерностей в данных. Были построены распределение токенов и текстов по годам, рубрикам и авторам; облака слов, а также часто упоминаемых топовыми авторами «Горького» писателей и деятелей. Методами тематического моделирования текстов и кластеризации эмбеддингов текстов были выделены общие тематики, на которые писали авторы «Горького». Исследование было опубликовано в «Горьком» в рубрике «Контекст» под названием «Дальнее чтение Горького», отсылающим к книге Ф. Моретти «Дальнее чтение» и методу «количественного формализма».
Латентное распределение Дирихле (LDA-модель) с подбором оптимального количества тем показало, что собранный корпус подразделяется на 11 тематик. 

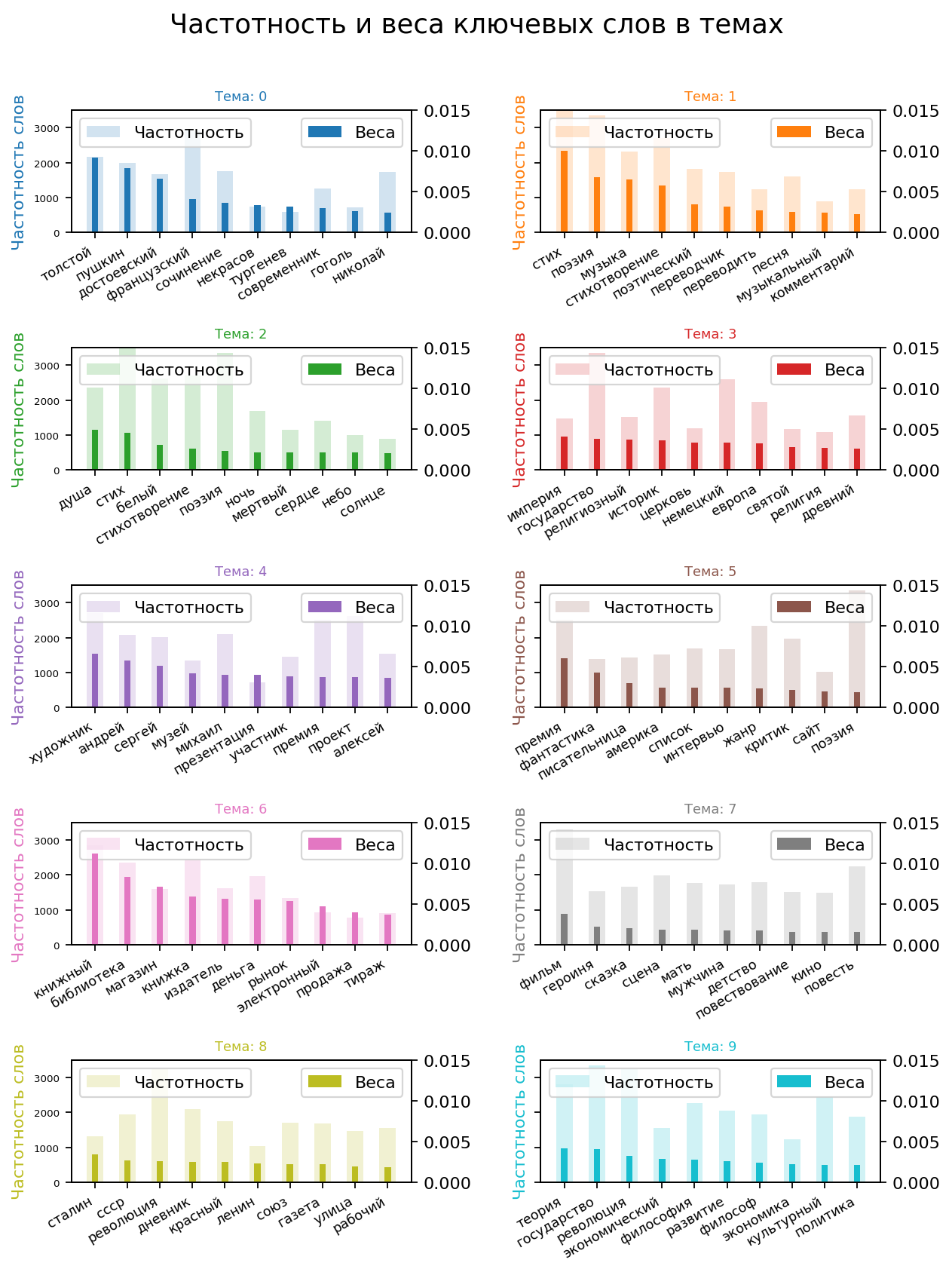
Гистограммы распределения частот встречаемости ключевых слов и их весов для тематик (от Тема_0 до Темы_9), выделенных с помощью LDA-модели

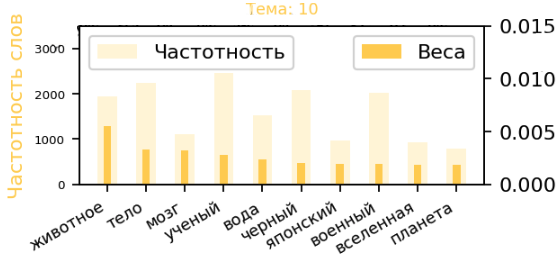
То же самое для Темы_10

Тематики, озаглавленные по их ключевым словам (см. гистограммы правее) следующие:
Тема 0: Русская классика, отечественная проза
Тема 1: Лирика, критика, переводная литература, музыка
Тема 2: Душа, поэзия, телесность, философия
Тема 3: Историческая наука (история государства, религий; военная история)
Тема 4: Культурные проекты, мероприятия, литературные премии
Тема 5: Фантастика, премии
Тема 6: Издательское дело, книжный рынок
Тема 7: Литература и драматургия, феминизм
Тема 8: Революция 1917 года, СССР, память 
Тема 9: Социальные науки (социология, политология, экономика, философия)
Тема 10: Естественные науки (биология, физика, астрономия), Япония

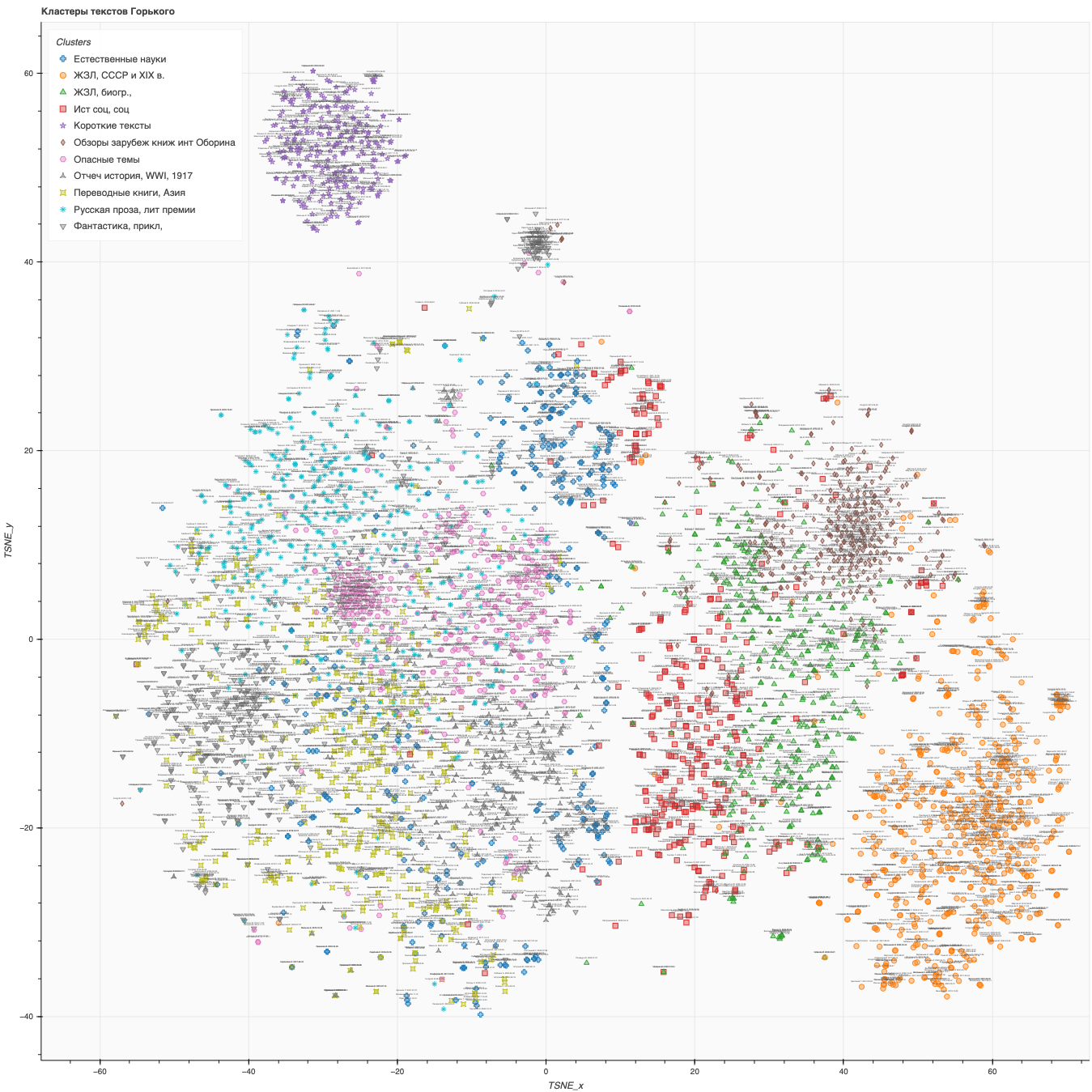
11 кластеров (цвет и форма точек) выделенных на эмбеддингах текстов "Горького" алгоритмом k-means, (для визуализации вектора текстов сжимались алгоритмом t-SNE до размерности 2 (двухмерное пространство).

Были получены эмбеддинги (векторное представление) текстов корпуса из большой языковой модели (LMM) YandexGPT Light. Перед получением эмбеддингов каждый текст разделялся на фрагменты по 1000 пробельных слов с пересечением разделяемых фрагментов. Оптимальное количество кластеров для алгоритма k-means согласно методу локтя (elbow method) — 5. Для визуализации результатов алгоритма k-means использовался алгоритм t-SNE сжатия векторов текстов до размерности 2 (двухмерное пространство). С результатами агломеративной кластеризации эмбеддингов текстов «Горького» представленными в трехмерном пространстве (с подписями) можно ознакомиться по ссылке. 

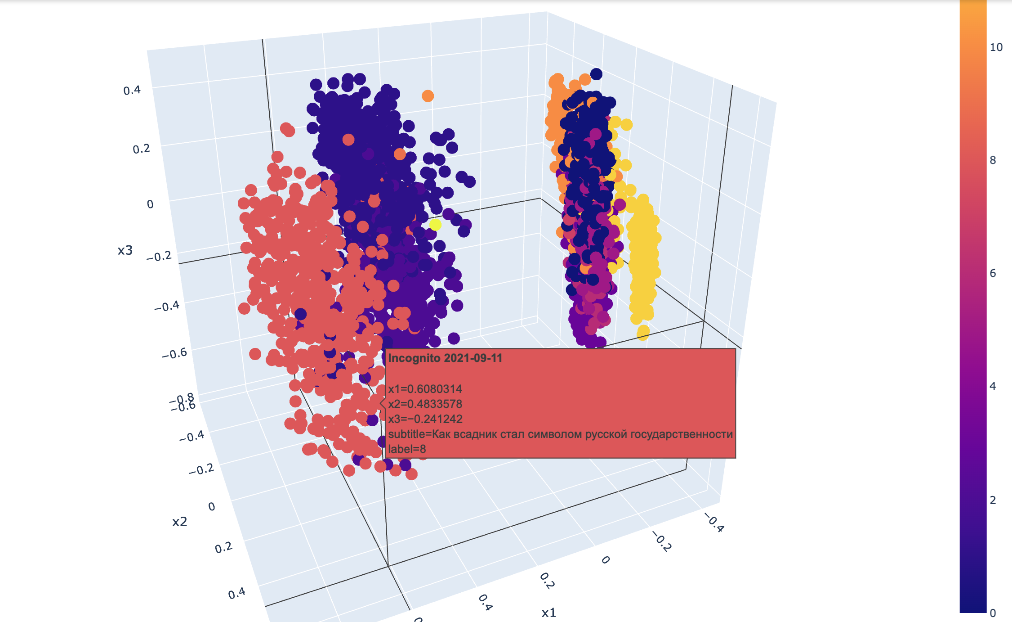
Результаты агломеративной кластеризации текстов "Горького" (цвет точек); вектора текстов сжатые методом главных компонент (PCA) — до размерности 3 (трехмерное пространство).